# Pierre du Trésor

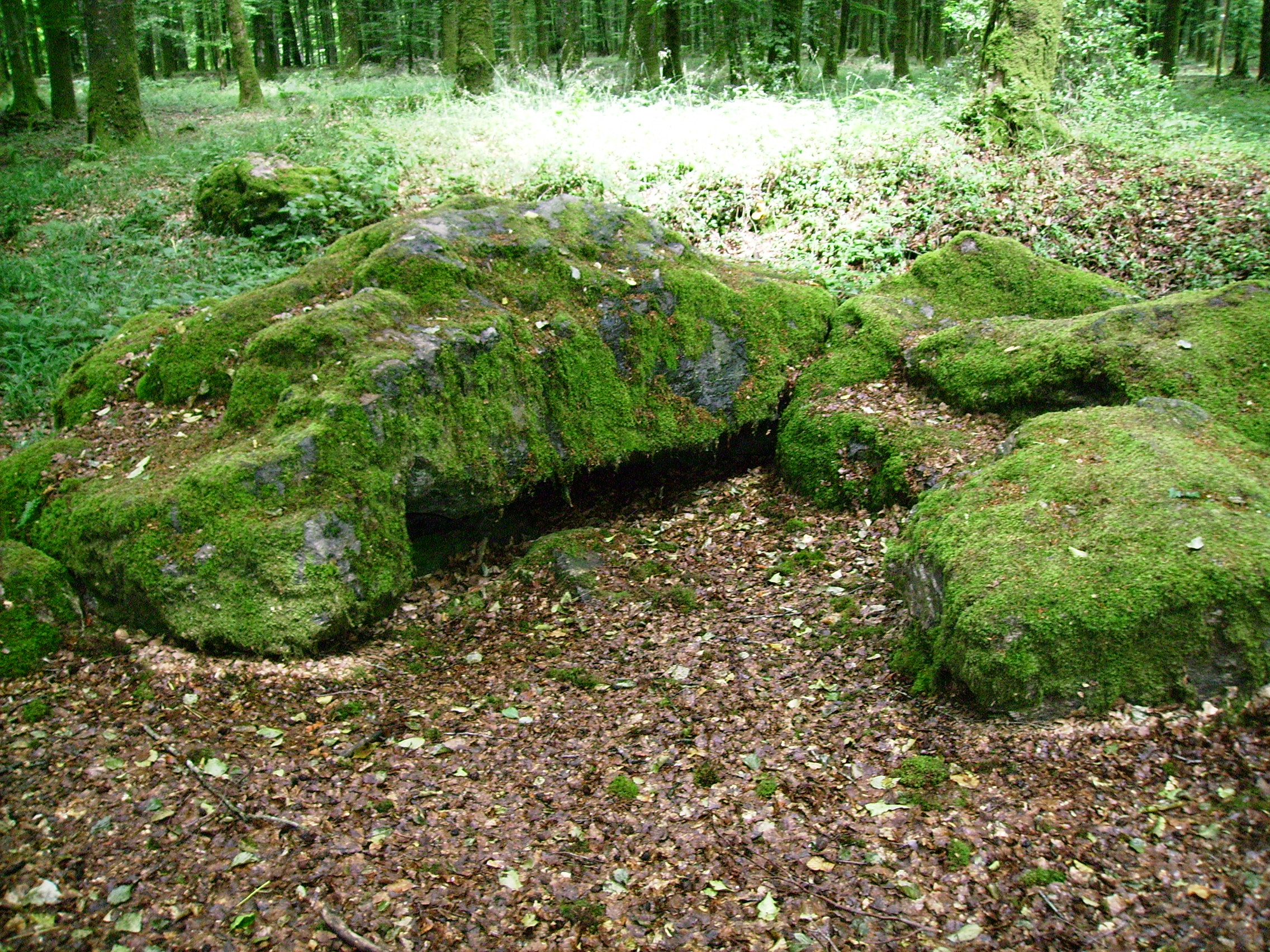
Dolmen Pierre du Trésor

Der Dolmen Pierre du Trésor liegt im Wald von Fougères, in der Gemeinde Landéan im Département Ille-et-Vilaine in der Bretagne in Frankreich. Der Pierre du Trésor ist wahrscheinlich ein ziemlich großer einfacher Dolmen (französisch Dolmen simple), der zusammengebrochen ist. Der größte erhaltene Stein ist ein etwa 4,5 m mal 2,5 m großer unregelmäßig geformter Deckstein. Dolmen ist in Frankreich der Oberbegriff für Megalithanlagen aller Art (siehe: Französische Nomenklatur).
Um Fougères herum gibt es mehrere Megalithanlagen. Unter anderem den Cordon des Druides, die Anlage Pierre Courcoulée und das etwa zwei Kilometer westlich des Waldes gelegene ehemalige Ensemble von Rocher Jacquot, bestehend aus zwei Allée couvertes.